# NGC 6657
NGC 6657 é uma galáxia espiral barrada (SBc) localizada na direcção da constelação de Lyra. Possui uma declinação de +34° 03' 39" e uma ascensão recta de 18 horas, 33 minutos e 01,5 segundos.
A galáxia NGC 6657 foi descoberta em 16 de Julho de 1876 por Édouard Jean-Marie Stephan.